# Raul Rekow

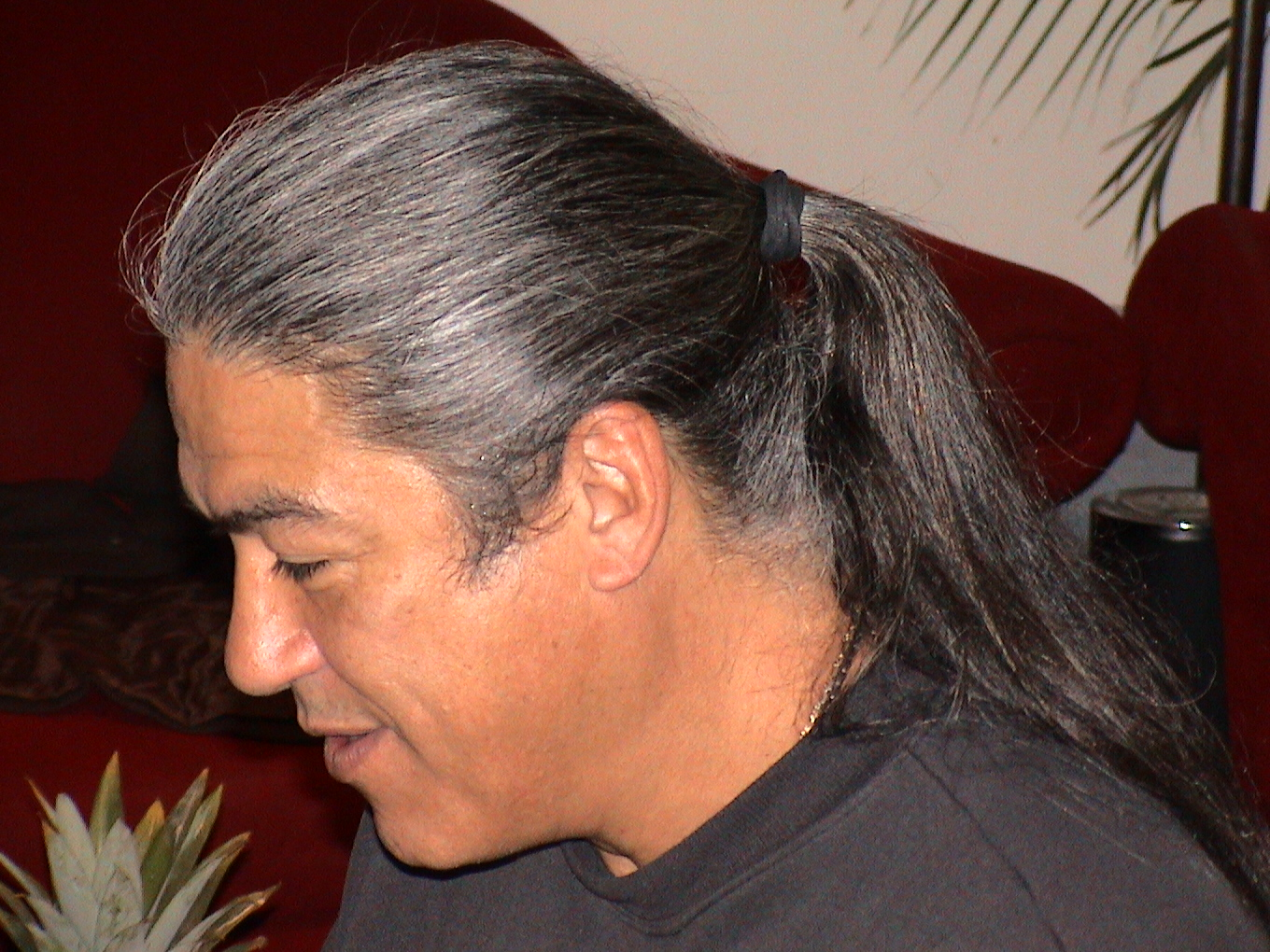
Raul Rekow in Hamburg (2010)

Raul Rekow (San Francisco, 15 mei 1954 – aldaar, 1 november 2015) was een Amerikaans percussionist van Filipijnse afkomst. Hij speelde 37 jaar lang bij Santana.  

## Biografie
De eerste instrumenten die Rekow bespeelde, waren de trompet en de waldhoorn. Nadat hij in 1967 op 13-jarige leeftijd een optreden van het toen nog onbekende Santana zag, leerde hij zichzelf conga's spelen en formeerde hij de Santana-coverband Soul Sacrifice. Daarna speelde hij begin jaren 70 bij de latinrockformaties Malo (opgericht door Carlos' broer Jorge Santana) en Sapo. Via een jamsessie kwam Rekow in 1976 bij Santana terecht waar hij de percussiesectie vormde met Armando Peraza en (vanaf 1978) Orestes Vilato die tevens zijn mentoren werden.
Naast Santana heeft Rekow ook met andere artiesten gewerkt. In Amerika waren dat onder meer Aretha Franklin, Patti LaBelle, Whitney Houston, Herbie Hancock, John Lee Hooker, Eagle-Eye Cherry en Jason Mraz; maar ook in Europa werd er van zijn diensten gebruikgemaakt. In Nederland was hij te gast bij het reünieconcert van Brainbox tijdens Veronica's Goud van Oud (1987) en speelde hij met Martin Verdonk (zelf te gast bij het Ahoy-concert van Santana). Ook trad hij op tijdens de Internationale Chansonweek (Leiden, mei 1988) met Melanie en Jan Akkerman. Van dat optreden is in 2024 nog een fraai geremasterde live-CD uitgebracht. Structureler was zijn samenwerking met de van Massada bekende Nippy Noya (later vervangen door Vilato) in de band Congarilla. Dit percussionistencollectief was ontstaan uit de duo-optredens van Martin Verdonk en Nippy Noya (wiens zoon de groepsnaam bedacht) en na een idee van hun toenmalige manager Tjeerd Rosbach. De groep werd gecompleteerd door gitarist Lowik van der Velden. 
Terug bij Santana werd Rekow vanaf 1991 tot aan zijn vertrek in 2013 bijgestaan door timbalesspeler Karl Perazzo met wie hij de cd Just Another Day In The Park uitbracht. Ook gaven ze regelmatig workshops en waren ze te gast bij solo-optredens van de huidige Santana-zanger Andy Vargas. Verder werd Rekow uitgenodigd voor optredens van de Duitse tribute-band The Magic of Santana.
Rekow vierde zijn 60e verjaardag met een groots concert. In 2015 overleed hij aan kanker.
- Gemeinsame Normdatei: 1078433585
- International Standard Name Identifier: 0000 0003 7236 1529
- Library of Congress Control Number: no2014076687
- MusicBrainz: 1013f50d-4869-448a-a6fd-2581d9d11765
- Nationale Bibliotheek van Tsjechië: xx0197389
- Virtual International Authority File: 68144648424411770279
- WorldCat: E39PBJt44wp8pfxqgF7X6wqRKd